# Francesco Crivellini
Francesco Crivellini (Alanno, 22 marzo 1954) è un costumista e scenografo italiano.

## Biografia
Conseguito il diploma di maturità classica presso il liceo ginnasio "Gabriele D'Annunzio" a Pescara, si è trasferito a Roma per frequentare l'Accademia di belle arti avendo come docente il pittore Toti Scialoja. Ha avuto le prime esperienze lavorative nel campo della scenografia e del costume nello studio di Mischa Scandella, collaborando a Macbeth di Verdi e L'amore delle tre melarance di Prokof'ev nella stagione lirica 1977-78 del teatro Regio di Torino. Nel 1981 ha collaborato per la Rai a Turno di notte con la regia di Paolo Poeti, Quell'antico amore regia di Anton Giulio Majano; nel 1982 a Due di tutto di Enzo Trapani e Il caso Pupetta Maresca di Riccardo Tortora e Marisa Malfatti. 
Nel 1981 invece collabora con la troupe italiana del film Yes, Giorgio di Franklin Schaffner, con protagonista Luciano Pavarotti. Nel 1982 ha iniziato una collaborazione con Mario Carlini, prima come assistente e poi dal 1985 come collaboratore. Sergio Martino lo incarica di occuparsi dei costumi del film Un'australiana a Roma (1987) in cui è protagonista una giovanissima Nicole Kidman. Nel 2004 ha collaborato con Franco Zeffirelli per i costumi di Madama Butterfly all'Arena di Verona.

## Filmografia
- Sahara (Sahara), regia di Andrew V. McLaglen (1983)
- Il petomane, regia di Pasquale Festa Campanile (1983)
- Uno scandalo perbene, regia di Pasquale Festa Campanile (1984)
- Guts and glory, regia di Ron Taylor (1984)
- Sotto il vestito niente, regia di Carlo Vanzina (1985)
- Fracchia contro Dracula, regia di Neri Parenti (1985)[1]
- Casablanca Express, regia di Sergio Martino (1989)
- Cronaca di un amore violato, regia di Giacomo Battiato - non accreditato (1994)
- Cabiria, Priscilla e le altre, regia di Fabrizio Celestini - cortometraggio (1997)
- Li chiamarono... briganti!, regia di Pasquale Squitieri (1999)
- La piantina, regia di Angelo Frezza - cortometraggio (2001)
- Il cuore altrove, regia di Pupi Avati (2001)
- La seconda notte di nozze, regia di Pupi Avati (2005)
- Il papà di Giovanna, regia di Pupi Avati (2008)
- Un viaggio di cento anni, regia di Pupi Avati - mediometraggio (2015)

### Televisione (parziale)
- Nessuno torna indietro, regia di Franco Giraldi - miniserie TV (1987)
- Un'australiana a Roma, regia di Sergio Martino - film TV (1987)
- Dagli Appennini alle Ande, regia di Pino Passalacqua - miniserie TV (1990)
- A due passi dal cielo, regia di Sergio Martino - film TV (1999)
- Turbo, regia di Antonio Bonifacio - serie TV (1999-2001)
- La stanza della fotografia, regia di Antonio Bonifacio - film TV (2000)
- Accipicchia ci hanno rubato la lingua, regia di Corrado Veneziano - serie TV (2008)
- Un matrimonio, regia di Pupi Avati - miniserie TV (2013)

## Premi e riconoscimenti
- 2014: Premio internazionale Dante Alighieri[2]

David di Donatello
- 2003: Nomination David di Donatello per il miglior costumista - Il cuore altrove
- 2006: Nomination David di Donatello per il miglior costumista - La seconda notte di nozze
- 2009: Nomination David di Donatello per il miglior costumista - Il papà di Giovanna

Nastro d'argento
- 2006: Nastro d'argento ai migliori costumi - La seconda notte di nozze

Premio Kinéo - Diamanti al Cinema
- 2003: Premio Kinéo per i miglior costumista - Il cuore altrove[3]
- 2006: Premio Kinéo per i migliori costumi - La seconda notte di nozze[4]